# Список высших учебных заведений Калмыкии
В список высших учебных заведений Калмыкии включены образовательные учреждения высшего и высшего профессионального образования, находящиеся на территории Калмыкии и участвовавшие в мониторинге Министерства образования и науки Российской Федерации 2015 года. Этим критериям в Калмыкии соответствует 1 вуз и 3 филиала.
Филиалы вузов, головные организации которых находятся в иных субъектах федерации, сгруппированы в отдельном списке. Порядок следования элементов списка — алфавитный.
Вузы, лицензия которых не действует на 18 октября 2015 года, отмечены цветом.

## Список высших образовательных учреждений
| Название                              | Категория       | Год основания | Месторасположение | Число студентов |
| ------------------------------------- | --------------- | ------------- | ----------------- | --------------- |
| Калмыцкий государственный университет | государственный | 1970          | Элиста            | 6721            |

## Список филиалов высших образовательных учреждений
| Название                                                                     | Категория         | Год основания | Месторасположение | Месторасположение головной организации | Число студентов |
| ---------------------------------------------------------------------------- | ----------------- | ------------- | ----------------- | -------------------------------------- | --------------- |
| Калмыцкий филиал Московской академии экономики и права                       | негосударственный |               | Элиста            | Москва                                 | 679             |
| Калмыцкий филиал Московского финансово-промышленного университета «Синергия» | негосударственный | 1997          | Элиста            | Москва                                 |                 |
| Филиал в Элисте Российского государственного гуманитарного университета      | государственный   | 2000          | Элиста            | Москва                                 |                 |